# Крес (Аверон)
Крес (фр. Cresse) насеље је и општина у јужној Француској у региону Миди Пирене, у департману Аверон која припада префектури Мијо.
По подацима из 2011. године у општини је живело 335 становника, а густина насељености је износила 17,58 становника/km². Општина се простире на површини од 19,06 km². Налази се на средњој надморској висини од 410 метара (максималној 868 m, а минималној 372 m).

## Демографија
| 1962. | 1968. | 1975. | 1982. | 1990. | 1999. | 2011. |
| ----- | ----- | ----- | ----- | ----- | ----- | ----- |
| 232   | 239   | 214   | 231   | 255   | 273   | 335   |

График промене броја становника у току последњих година